# Interstate 464
Pour les articles homonymes, voir Route 464.
L'Interstate 464 (I-464) est une autoroute de Virginie. L'autoroute parcourt 5,67 miles (9,12 km) entre la US 17 et la SR 168 à Chesapeake jusqu'à l'I-264 à Norfolk, au nord. L'I-464 relie deux autoroutes majeures de la région sud des Hampton Roads. À son terminus sud, l'autoroute rencontre deux voies importantes vers la Caroline du Nord, soient la US 17 et la SR 168, de même que l'I-64. À son terminus nord, l'I-464 est reliée avec le centre-ville de Norfolk et celui de Portsmouth via l'I-264.

## Description du tracé
L'I-464 débute dans la ville de Chesapeake à l'extrémité nord de l'échangeur avec la US 17 (Dominion Boulevard) et la SR 168 (Oak Grove Connector). La US 17 se dirige au sud vers Elizabeth City, dans les Inner Banks. La SR 168 se dirige également vers le sud jusqu'aux Outer Banks. Au nord du terminus de l'I-464 se trouve un échangeur avec l'I-64 (Hampton Roads Beltway). L'I-464 se dirige au nord et compte six voies. Elle rencontre la US 13 (Military Highway). L'I-464 passe ensuite au-dessus de la US 460 et de la SR 166 (Bainbridge Boulevard) sans y avoir accès. L'autoroute longe le Bainbridge Boulevard et croise la SR 337 (Poindexter Street) pour aller vers Portsmouth. L'I-464 entre dans les limites de Norfolk et rencontre la South Main Street avant d'atteindre son terminus nord dans un échangeur avec l'I-264.

## Liste des sorties
| Interstate 464     |                    |      |      |        |                                                                         | |
| Comté              | Municipalité       | mi   | km   | Sortie | Intersections / Destinations                                            | Notes                                                                                               |
| City de Chesapeake | City de Chesapeake | 0,00 | 0,00 | 15B    | Future I-87 / US 17 sud / SR 168 (en) sud – Outer Banks, Elizabeth City | Sortie direction sud, entrée direction nord; terminus sud; future I-87                              |
| City de Chesapeake | City de Chesapeake | 0,15 | 0,24 | 1      | I-64 / US 17 nord – Virginia Beach, Suffolk, Richmond                   | Indiqué sortie 1A (Virginia Beach) et 1B (Suffolk, Richmond) en direction sud; sortie 291 de l'I-64 |
| City de Chesapeake | City de Chesapeake | 0,79 | 1,27 | 2      | US 13 (Military Highway)                                                | |
| City de Chesapeake | City de Chesapeake | 1,85 | 2,98 | 3      | Freeman Avenue vers US 460 / SR 166 (en)                                | |
| City de Chesapeake | City de Chesapeake | 3,47 | 5,58 | 4      | SR 337 (en) (Poindexter Street)                                         | Indiqué sortie 4A (est) et 4B (ouest) en direction nord                                             |
| City de Norfolk    | City de Norfolk    | 4,91 | 7,90 | 5      | South Main Street                                                       | Sortie direction nord, entrée direction sud                                                         |
| City de Norfolk    | City de Norfolk    | 5,67 | 9,12 | 6      | I-264 – Centre-ville de Norfolk, Downtoen Tunnel Portsmouth,            | Terminus nord; indiqué sortie 6A (ouest) et 6B (est); sortie 8 de l'I-264                           |
| - Accès incomplet  |                    |      |      |        |                                                                         | |